# Christian Miniussi
Christian Miniussi, né le 5 juillet 1967 à Buenos Aires, est un ancien joueur de tennis professionnel argentin.
Il a atteint les huitièmes de finale des Internationaux de France en 1991.
En 1991, il gagne le tournoi de São Paulo en tant que repêché (lucky loser), fait rare puisque seulement 5 autres joueurs ont fait de même dans l'ère Open ; cela restera son seul titre en simple.

## Palmarès

### Titre en simple messieurs
| No | Date       | Nom et lieu du tournoi  | Catégorie    | Dotation  | Surface    | Finaliste    | Score         |  |
| -- | ---------- | ----------------------- | ------------ | --------- | ---------- | ------------ | ------------- |  |
| 1  | 04-11-1991 | Banespa Open, São Paulo | World Series | 225 000 $ | Dur (ext.) | Jaime Oncins | 2-6, 6-3, 6-4 |  |

### Finale en simple messieurs
| No | Date       | Nom et lieu du tournoi    | Catégorie    | Dotation  | Surface      | Vainqueur       | Score         |  |
| -- | ---------- | ------------------------- | ------------ | --------- | ------------ | --------------- | ------------- |  |
| 1  | 03-02-1992 | Chevrolet Classic, Maceió | World Series | 130 000 $ | Terre (ext.) | Tomás Carbonell | 7-6, 5-7, 6-2 |  |

### Titres en double messieurs
| No | Date       | Nom et lieu du tournoi                                      | Catégorie    | Dotation  | Surface      | Partenaire      | Finalistes                            | Score         |  |
| -- | ---------- | ----------------------------------------------------------- | ------------ | --------- | ------------ | --------------- | ------------------------------------- | ------------- |  |
| 1  | 25-02-1985 | Nabisco Grand Prix Buenos Aires                             |              | 80 000 $  | Terre (ext.) | Martín Jaite    | Eduardo Bengoechea Diego Pérez        | 6-4, 6-3      |  |
| 2  | 16-05-1988 | Tournoi de tennis de Florence Florence                      |              | 93 400 $  | Terre (ext.) | Javier Frana    | Claudio Pistolesi Horst Skoff         | 7-6, 6-4      |  |
| 3  | 08-08-1988 | Campionati Internazionali della Valle d'Aosta Saint-Vincent |              | 125 000 $ | Terre (ext.) | Alberto Mancini | Paolo Canè Balázs Taróczy             | 6-4, 5-7, 6-3 |  |
| 4  | 18-09-1989 | Trofeo Conde de Godó Barcelone                              |              | 375 000 $ | Terre (ext.) | Gustavo Luza    | Sergio Casal Tomáš Šmíd               | 6-3, 6-3      |  |
| 5  | 06-07-1992 | Swedish Open Båstad                                         | World Series | 235 000 $ | Terre (ext.) | Tomás Carbonell | Christian Bergström Magnus Gustafsson | 6-4, 7-5      |  |

### Finales en double messieurs
| No | Date       | Nom et lieu du tournoi                       | Catégorie    | Dotation  | Surface      | Vainqueurs                        | Partenaire      | Score         |          |
| -- | ---------- | -------------------------------------------- | ------------ | --------- | ------------ | --------------------------------- | --------------- | ------------- | -------- |
| 1  | 21-09-1987 | Trofeo Conde de Godó Barcelone               |              | 232 000 $ | Terre (ext.) | Miloslav Mečíř Tomáš Šmíd         | Javier Frana    | 6-1, 6-2      |          |
| 2  | 02-05-1988 | BMW Open Munich                              |              | 165 000 $ | Terre (ext.) | Rick Leach Jim Pugh               | Alberto Mancini | 7-6, 6-1      |          |
| 3  | 25-07-1988 | Grand Prix Passing Shot Bordeaux             |              | 215 000 $ | Terre (ext.) | Joakim Nyström Claudio Panatta    | Diego Nargiso   | 6-1, 6-4      |          |
| 4  | 26-09-1988 | Tournoi de tennis de Sicile Palerme          |              | 93 400 $  | Terre (ext.) | Carlos Di Laura Marcelo Filippini | Alberto Mancini | 6-2, 6-0      | Parcours |
| 5  | 29-07-1991 | Tournoi de tennis de Saint-Marin Saint-Marin | World Series | 125 000 $ | Terre (ext.) | Jordi Arrese Carlos Costa         | Diego Pérez     | 6-3, 3-6, 6-3 |          |